# AMD Athlon 64 X2
Athlon 64 X2  — перший двоядерний мікропроцесор компанії AMD для настільних комп'ютерів. Містить два ядра Athlon 64, виконаних на одному кристалі. Ядра мають у своєму розпорядженні загальний двоканальний контролер пам'яті / північний міст і додаткову логіку керування. Початкові версії засновані на Athlon 64 степінга E і, залежно від моделі, мають 512 або 1024 КБ кешу другого рівня на кожне ядро. Athlon 64 X2 підтримує набір інструкцій SSE3 (які раніше підтримувалися тільки процесорами компанії Intel), що дозволило запускати з максимальною швидкодією код, оптимізований для процесорів Intel. Ці поліпшення не унікальні для Athlon 64 X2 і також є в релізах процесорів Athlon 64, побудованих на ядрах Venice, San Diego і Newark.
AMD офіційно розпочала поставки Athlon 64 X2 на виставці Computex 1 червня 2005.
У червні 2007 року AMD випустила низьковольтні варіанти свого низького класу 65 нм Athlon 64 X2, який отримав назву «Athlon X2». Процесори Athlon X2 мають знижену теплову проектну потужність (TDP) до 45 Ват (Вт). Назва також використовувалася для бюджетних процесорів на базі K10 з двома деактивованими ядрами.

## Особливості
Основною перевагою двоядерних процесорів є можливість поділу запущених програм на кілька одночасно виконуваних потоків. Здатність процесора виконувати одночасно кілька програмних потоків називається паралелізм на рівні потоків (thread-level parallelism або (TLP)).
При розміщенні двох ядер на одному кристалі Athlon 64 X2 володіє подвійним TLP в порівнянні з одноядерним Athlon 64 при тій же швидкості. Необхідність у TLP залежить від конкретної ситуації в більшій мірі і в деяких ситуаціях вона просто марна. Більшість програм написані з розрахунком на роботу в однопоточному режимі, і тому вони просто не можуть задіяти обчислювальні потужності другого ядра, в той же час операційна система, підтримує двоядерні процесори (наприклад, Windows XP SP2 і вище) використовує обчислювальні потужності другого ядра для власних системних процесів.
Програми, написані з урахуванням роботи в багатопотоковому режимі і здатні використовувати обчислювальні потужності другого ядра, включають в себе безліч додатків для обробки музики і відео, а також специфічні професійні програми рендерингу. Програми з високим TLP найчастіше використовуються в серверах / робочих станціях, ніж на стандартних настільних комп'ютерах. Багатозадачність дозволяє запустити безліч потоків завдань; інтенсивне використання багатозадачності стає актуальним при запуску в один і той же час більше двох додатків.

## Виготовлення процесора
Маючи два ядра, Athlon 64 X2 має збільшену кількість транзисторів. Процесор з 1МБ кешу 2-го рівня має 233.2 мільйона транзисторів, на відміну від Athlon 64, що мав всього 114 мільйона транзисторів. 65 нанометровий Athlon 64 X2 лише з 512 КБ L2 на ядро зменшив цей показник до 118 мм² з 221 мільйонами транзисторів у порівнянні з 65 нм Athlon 64 із 77,2 мм² та 122 мільйонами транзисторів. В результаті більша площа кремнію повинна бути без дефектів. Такі розміри вимагають використання для виробництва більш тонкого технологічного процесу, який дозволяє домогтися виходу необхідної кількості справних процесорів з однієї кремнієвої пластини. Такий вихід придатних до виробництва робить X2 дорожчим у виробництві, ніж одноядерний процесор.
У середині червня 2006 року AND заявили, що більше не будуть випускати моделі Athlon 64 або Athlon 64 X2 без FX з 1 МБ кеш-пам'яті L2.[відсутнє в джерелі] Це призвело до виробництва лише невеликої кількості процесорів AM2 Athlon 64 X2 з 1 МБ кеш-пам'яті L2 на ядро, відомого як 4000+, 4400+, 4800+ і 5200+. Athlon 64 X2 з 512 КБ на ядро, відомий як 3800+, 4200+, 4600+ і 5000+, випускався набагато більшою кількістю. Після введення степінгу F3 з’явилося кілька моделей з 1 МБ кеш-пам’яті L2 на ядро, оскільки вдосконалення виробництва призвело до збільшення виходу придатних до виробництва.

## Ядра
| Сімейство процесорів AMD Athlon X2   | Сімейство процесорів AMD Athlon X2 | Сімейство процесорів AMD Athlon X2 | Сімейство процесорів AMD Athlon X2 |
| AMD K9                               | Настільний                         | Настільний                         | Настільний                         |
| AMD K9                               | Кодове і'мя                        | Тех. процес                        | Дата виходу                        |
| ------------------------------------ | ---------------------------------- | ---------------------------------- | ---------------------------------- |
| AMD Athlon X2 logo as of 2007        | Manchester Toledo Windsor          | 90 нм                              | Травень 2005 Травень 2006          |
|                                      | Toledo Windsor                     | 90 нм                              | Січень 2006 Травень 2006           |
| AMD Athlon X2 logo as of 2008        | Brisbane                           | 65 нм                              | Грудень 2006                       |
| Список мікропроцесорів AMD Athlon X2 |                                    |                                    |                                    |

### Athlon 64 X2

#### Manchester (90 нмКНІ)
- Степінг процесорів: E4
- Кеш першого рівня (L1): 64 + 64 КБ (Дані + Інструкції)
- Кеш другого рівня (L2): 256, 512 КБ, що працює на частоті ядра
- Підтримка MMX, Розширений 3DNow!, SSE, SSE2, SSE3, AMD64, Cool'n'Quiet, NX Bit
- Socket 939, HyperTransport (1000 МГц, HT1000)
- Напруга живлення ядра (VCore): 1.35–1.4 В
- Споживання енергії (TDP): максимум 89 Вт
- Вперше представлено: 1 серпня 2005 рік
- Тактові частоти: 2000–2400 МГц

#### Toledo (90 нмКНІ)
- Степінг процесорів: E6
- Кеш першого рівня (L1): 64 + 64 КБ (Дані + Інструкції)
- Кеш другого рівня (L2): 1024, 512 КБ, що працює на частоті ядра
- Підтримка MMX, Розширений 3DNow!, SSE, SSE2, SSE3, AMD64, Cool'n'Quiet, NX Bit
- Socket 939, HyperTransport (1000 МГц, HT1000)
- Напруга живлення ядра (VCore): 1.35–1.4 В
- Споживання енергії (TDP): 89 Вт - 110 Вт
- Вперше представлено: 21 квітня 2005 рік
- Тактові частоти: 2000–2400 МГц

#### Windsor (90 нмКНІ)
- Степінги процесорів: F2, F3
- Кеш першого рівня (L1): 64 + 64 КБ (Дані + Інструкції)
- Кеш другого рівня (L2): 1024, 512, 256 КБ, що працює на частоті ядра
- Підтримка MMX, Розширений 3DNow!, SSE, SSE2, SSE3, AMD64, Cool'n'Quiet, NX Bit, AMD-V
- Socket AM2, HyperTransport (1000 МГц, HT1000)
- Напруга живлення ядра (VCore): 1.25–1.35 В
- Споживання енергії (TDP): 35 Вт - 125 Вт
- Вперше представлено: 23 травня 2006 рік
- Тактові частоти: 2000–3200 МГц

#### Brisbane (65 нмКНІ)
- Степінги процесорів: G1, G2

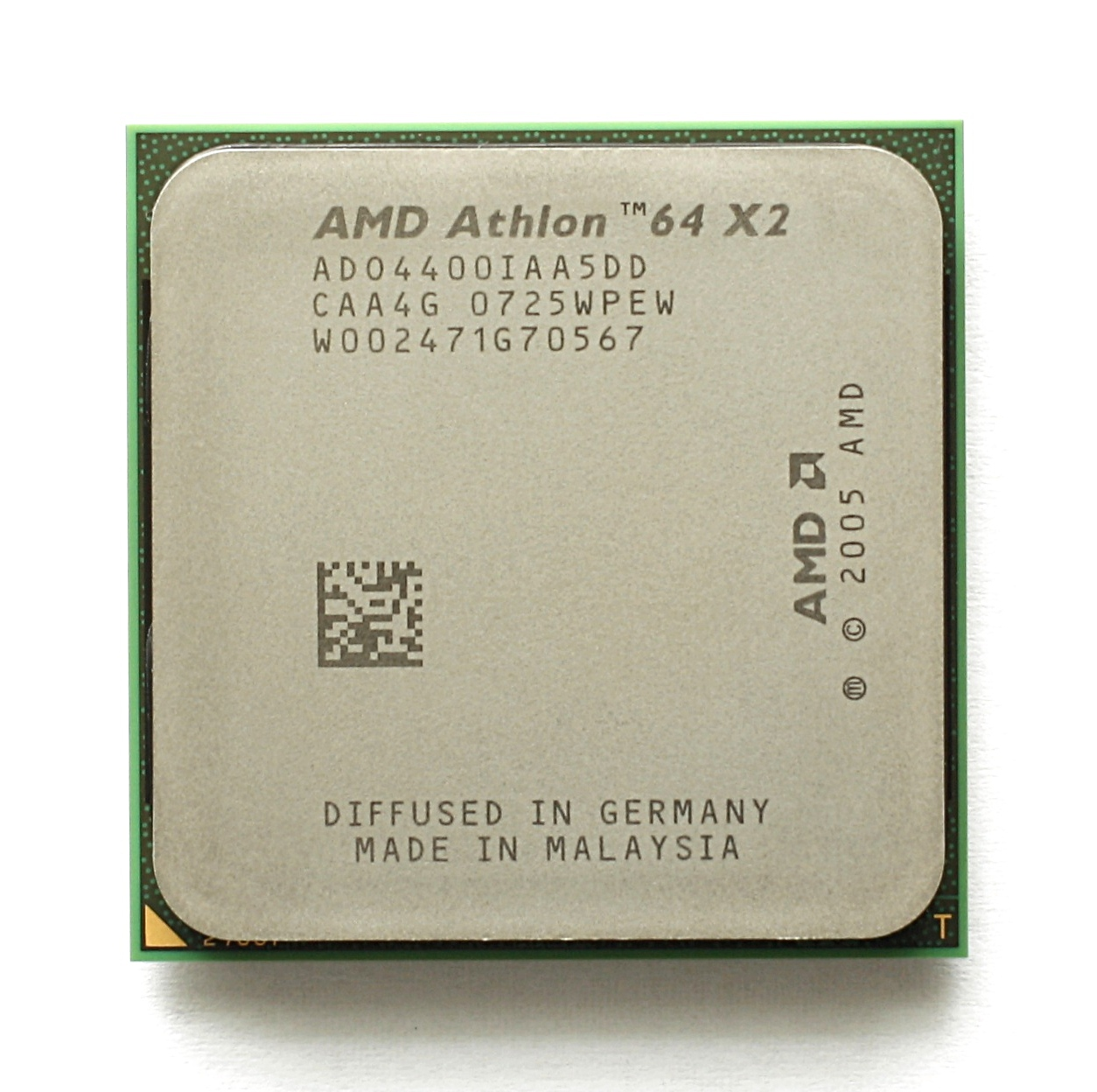
AMD Athlon 64 X2 4400+, Brisbane.

- Кеш першого рівня (L1): 64 + 64 КБ (Дані + Інструкції)
- Кеш другого рівня (L2): 512 КБ, що працює на частоті ядра
- Підтримка MMX, Розширений 3DNow!, SSE, SSE2, SSE3, AMD64, Cool'n'Quiet, NX Bit, AMD-V
- Socket AM2, HyperTransport (1000 МГц, HT1000)
- Напруга живлення ядра (VCore): 1.25–1.35 В
- Розмір кристала: 126 мм²
- Споживання енергії (TDP): 65 Вт - 89 Вт
- Вперше представлено: 5 грудня 2006 рік
- Тактові частоти: 1900–3100 МГц

### Athlon X2
«64» було пропущено з назви серії «BE» в Brisbane; 64-розрядна маркетингова кампанія, ініційована AMD, стала незначною, коли практично всі споживчі процесори стали 64-розрядними процесорами.

#### Brisbane (65 нмКНІ)
- Степінги процесорів: G2
- Кеш першого рівня (L1): 64 + 64 КБ (Дані + Інструкції)
- Кеш другого рівня (L2): 512 КБ, що працює на частоті ядра
- Підтримка MMX, Розширений 3DNow!, SSE, SSE2, SSE3, AMD64, Cool'n'Quiet, NX Bit, AMD-V
- Socket AM2, HyperTransport (1000 МГц, HT1000)
- Напруга живлення ядра (VCore): 1.15–1.20 В
- Розмір кристала: 118 мм²
- Споживання енергії (TDP): 45 Вт
- Вперше представлено: Жовтень 2007 рік
- Тактові частоти: 1900–2600 МГц

#### Kuma (65 нмКНІ)
- Та сама Agena, тільки з відключеними двома ядрами[6]
- Мікроархітектура AMD K10
- Степінги процесорів: B3
- Кеш першого рівня (L1): 64 + 64 КБ (Дані + Інструкції)
- Кеш другого рівня (L2): 512 КБ, що працює на частоті ядра
- Кеш третього рівня (L3): 2 МБ (спільні)
- Підтримка MMX, Розширений 3DNow!, SSE, SSE2, SSE3, SSE4a, AMD64, Cool'n'Quiet, NX Bit, AMD-V
- Socket AM2, HyperTransport (1800 МГц, HT3.0)
- Напруга живлення ядра (VCore): 1.05–1.25 В
- Розмір кристала: 288 мм²
- Споживання енергії (TDP): 95 Вт
- Вперше представлено: 15 грудня 2008 рік
- Тактові частоти: 2300–2800 МГц